# Basar der bösen Träume
Basar der bösen Träume  (Originaltitel The Bazaar of Bad Dreams) ist eine Kurzgeschichtensammlung des amerikanischen Schriftstellers Stephen King. Die enthaltenen Kurzgeschichten entstanden zu unterschiedlichen Zeiten und wurden überwiegend bereits in anderen Medien veröffentlicht. Zu jeder Kurzgeschichte gibt es zuvor ein kleines Vorwort. Die Geschichten haben verschiedene Übersetzer.

## Inhalt
1. Raststätte Mile 81 (orig. Mile 81)
Mitten an einem unauffälligen Frühlingstag im April hält ein unidentifizierbarer Kombi auf einem verlassenen Rastplatz inmitten von Maine. Er wird zur grässlichen Todesfalle für Alle, die nur helfen wollen.
2. Premium Harmony
Auch in Castle Rock ist die schwere Finanzkrise nicht spurlos vorüber gegangen. Ray und Mary Burkett sind ein Beispiel für schlechte Beziehungen in schlechten Zeiten. Und das schon vor dem nahenden Tod.
3. Batman und Robin haben einen Disput (orig. Batman and Robin Have an Altercation)
Dougie Sanderson besucht seinen an Alzheimer erkrankten Vater und alles scheint Routine. Dies ändert sich jedoch dieses Mal deutlich, denn Pop hat nicht nur einen seiner guten Tage. Die beiden müssen sich auch plötzlich gegen einen wildgewordenen Hillbillie behaupten.
4. Die Düne (orig. The Dune)
Der pensionierte Richter Harvey Beecher ist süchtig nach einer Düne auf einer kleinen Insel vor der Küste Floridas. Denn diese scheint nicht nur unbeweglich zu sein, sie kann auch Tote voraussagen. Der letzte Name ist jedoch etwas ganz Besonderes.
5. Böser kleiner Junge (orig. Bad Little Kid, erschien in Deutschland und Frankreich als Welterstausgabe)
Kurz vor seiner Hinrichtung beschließt der Gefängnisinsasse George Hallas, sich seinem Pflichtverteidiger anzuvertrauen. Er erzählt ihm, wie es zu der grässlichen Tat kam, für die er wird sterben müssen. Er erzählt ihm die Geschichte vom bösen kleinen Jungen.
6. Ein Tod (orig. A Death)
Der Wilde Westen zum Ende des 19. Jahrhunderts. Ein alleinstehender Farmer wird angeklagt ein junges Mädchen wegen einer Silbermünze ermordet zu haben. Doch Sheriff Otis Barclay kommen ernste Zweifel an der Schuld.
7. Die Knochenkirche (Gedicht) (orig. The Bone Church)
Eine Expedition auf der Suche nach einem legendären Elefantenfriedhof endet tödlich für alle Beteiligten. Fast alle Beteiligten. Nur der Ich-Erzähler überlebt und kann von den Qualen berichten.
8. Moral (orig. Morality)
Das Angebot steht. Viel Geld für eine vergleichsweise harmlose Straftat. Es ist nicht die Durchführung, die Nora und Chad Callahan vor Probleme stellt, sondern mit dem Resultat zu leben.
9. Leben nach dem Tod (orig. Afterlife)
Was passiert nach dem Tod? Himmel oder Hölle? Für Bill Andrews wartet Isaac Harris. Und das nicht zum ersten Mal, wie es scheint. Er stellt den Investmentbanker aus New Jersey vor die Wahl. Alles noch einmal zu durchleben, oder endgültig zu sterben. Welche Wahl hat Bill denn dann noch?
10. Ur
Englischlehrer Wesley Smith ist von seiner neuesten technischen Errungenschaft begeistert. Der Kindle zeigt ihm Werke und Nachrichten aus anderen Welten und zu anderen Zeiten. Nicht lang, bis Smith klar werden muss, was er in anderen Welten mit seiner Neugier anrichtet.
11. Herman Wouk lebt noch (orig. Herman Wouk Is Still Alive)
Die beiden Freundinnen Brenda und Jasmine begeben sich auf einen Road Trip. Währenddessen finden zwei befreunde ältere Dichter fast beiläufig heraus, dass der 90 Jahre alte Literat Wouk noch am Leben sei. Das Leben Aller ändert sich schlagartig, als ihre Handlungsstränge plötzlich aufeinandertreffen
12. Ein bisschen angeschlagen (orig. Under the Weather)
Kein Grund zur Sorge. Bradley Franklins Gattin Ellen ist nur ein wenig angeschlagen und muss eine Weile das Bett hüten. Dass sie nicht mitbekommt, dass sich die Nachbarn über einen penetranten Verwesungsgestank beschweren ist nicht verwunderlich. Bradley selbst hat sich ja schon ein paar Tage lang nicht mit ihr unterhalten können.
13. Blockade Billy
1957 wird William Blakely zum Shooting-Star der New Jersey Titans. Der Junge aus Iowa überrascht Mit- wie Gegenspieler durch seine Spielweise. Bis es bei einem Heimspiel zum Eklat und Blakelys wahres Ich zum Vorschein kommt.
14. Mister Sahneschnitte (orig. Mister Yummy)
Ollie Franklin weiß, dass sein Tod immer näher kommt. Denn er hat Mr. Sahneschnitte gesehen. Er erzählt seinem Freund Dave Calhoun, was es mit Mr. Yummy auf sich hat und wo er und seine Freunde ihn im rauen New Yorker Manhattan der 80er Jahre zum ersten Mal sahen.
15. Tommy (Gedicht)
Tommy war jung. Er mochte laute Musik und schrille Kleidung. Tommy war schwul. Tommy war ein Hippie und Freak. Tommy war vor allem ein Freund und einer von ihnen. Nun ist Tommy tot und seine Freunde gedenken ihm auf die einzige ihnen mögliche Art und Weise.
16. Der kleine grüne Gott der Qual (orig. The Little Green God of Agony)
Andrew Newsome ist stinkreich. Andrew Newsome hat ein großes Anwesen mit Mitarbeitern, die sich nur um ihn kümmern. Newsome hat aber auch große Leiden, denn er leidet unter höllischen Schmerzen. In seiner Not sucht er nach jeder möglichen Hilfe. Auch bei einem vermeintlichen Wunderheiler mit übermächtigen Möglichkeiten.
17. Jener Bus ist eine andere Welt (orig. That Bus Is Another World)
Im verregneten Manhattan im Stau zu stehen ist nicht gut. Dass James Wilson noch unter Zeitdruck gerät, passt ihm noch viel weniger. Doch sein gesamter Tagesplan gerät aus den Fugen, als er Zeuge einer grässlichen Tat in seiner Nähe wird, ohne eingreifen zu können.
18. Nachrufe (orig. Obits)
Das Internet schläft nie ist das Motto von Neon Circus, einem kreischend lauten wie bunten Onlinemagazins. Mike Anderson schreibt Nachrufe auf Verstorbene, bis er entdeckt, dass er mit diesen üblen Zeilen eine ganz besondere Macht bekommen hat.
19. Feuerwerksrausch (orig. Drunken Fireworks)
Feuerwerke zum 4. Juli sind in den USA etwas ganz Besonderes. Auch für Alden McCausland und seine Mutter. Doch finden sie sich plötzlich in einem Wettbewerb mit der Familie Massimo wieder, der für alle Beteiligten unvergesslich enden wird.
20. Sommerdonner (orig. Summer Thunder)
Zum Schluss der Originalausgabe der Sammlung das Ende der Welt. Nach einer ganzen Reihe von nuklearen Explosionen gibt es immer weniger Überlebende. Peter Robinson ist einer von ihnen und muss sich in einer Dystopie am Lake Pocomtuc in Vermont mit seinem neuen Leben zurechtfinden.
21. Die Keksdose (orig. Cookie Jar, enthalten in den Taschenbuchausgaben der Sammlung)
Im Good Life Altersheim erzählt der 90-jährige Rhett Alderson seinem Ur-Enkel Dale die Geschichte seiner Mutter und ihrer äußerst mysteriösen Keksdose.

## Ausgaben
- Stephen King: The Bazaar of Bad Dreams, Scribner, New York 2015, ISBN 978-1-501-11167-9.
- Stephen King: Basar der bösen Träume, Wilhelm Heyne Verlag, München 2016, ISBN 978-3-453-27023-7.
- Stephen King: Basar der bösen Träume, Wilhelm Heyne Verlag, München 2017, ISBN 978-3-453-43892-7 (Taschenbuchausgabe).